# Phantoms (film, 1913)
Pour les articles homonymes, voir Phantoms.
Pour plus de détails, voir Fiche technique et Distribution.
Phantoms est un film muet américain réalisé par Colin Campbell et sorti en 1913.

## Fiche technique
- Réalisation : Colin Campbell
- Scénario : Colin Campbell, d'après une histoire de William E. Wing
- Production : William Nicholas Selig
- Date de sortie : États-Unis : 10 novembre 1913

## Distribution
- Harold Lockwood : John Sterling
- Eugenie Besserer : Natalie Storm
- Wheeler Oakman : Matt Elliott
- Lillian Hayward : Mrs Elliott
- Gertrude Ryan : Marian Huntley
- Frank Clark : Gus Foreman